# Кучиште (Оребич)
42°58′ пн. ш. 17°07′ сх. д. / 42.97° пн. ш. 17.12° сх. д.
Кучиште (хорв. Kučište) — населений пункт у Хорватії, у Дубровницько-Неретванській жупанії у складі громади Оребич.

## Населення
Населення за даними перепису 2011 року становило 217 осіб.
Динаміка чисельності населення поселення: